# Шварцвальд-Штадион
Шварцвальд-Штадион (нем. Schwarzwald-Stadion) — футбольный стадион, расположенный в Фрайбурге, Германия. Домашняя арена футбольного клуба «Фрайбург».

## Описание
Официально открыт 1 сентября 1954 года. В 1954—2004 годах носил название «Драйзамштадион» (нем. Dreisamstadion), с 2004 года носит коммерческое название. В 2004—2011 годах — badenova-Stadion, в 2011—2014 годах — MAGE SOLAR Stadion, в 2014 году права на наименование стадиона выкупило управление по туризму региона Шварцвальд и стадион получил название Schwarzwald-Stadion.
Стадион рассчитан на 24 000 мест. Поле имеет травяное покрытие.